# Liste der Kulturdenkmale in Langenleuba-Niederhain
In der Liste der Kulturdenkmale in Langenleuba-Niederhain sind vorerst einige Kulturdenkmale der ostthüringischen Gemeinde Langenleuba-Niederhain im Landkreis Altenburger Land und ihrer Ortsteile aufgelistet. Diese Liste basiert nicht auf der offiziellen Denkmalliste der Unteren Denkmalschutzbehörde des Landkreises. Grundlage hierfür ist gegebenenfalls vorhandene Literatur beziehungsweise vorhandene Denkmalplaketten an den einzelnen Objekten. Deswegen ist diese Liste stark unvollständig.

## Beiern
| Bild                           | Bezeichnung | Lage    | Datierung | Beschreibung                                                                         | ID |
| ------------------------------ | ----------- | ------- | --------- | ------------------------------------------------------------------------------------ | -- |
| weitere Bilder Fotos hochladen | Viadukt     | (Karte) | 1899      | Heidelbachviadukt, Teil der stillgelegten Bahnstrecke Altenburg–Langenleuba-Oberhain |    |
| weitere Bilder Fotos hochladen | Viadukt     | (Karte) | 1899      | Talbrücke Beiern, Teil der stillgelegten Bahnstrecke Altenburg–Langenleuba-Oberhain  |    |

## Langenleuba-Niederhain
| Bild                           | Bezeichnung    | Lage                      | Datierung | Beschreibung | ID |
| ------------------------------ | -------------- | ------------------------- | --------- | ------------ | -- |
| weitere Bilder Fotos hochladen | Halbes Schloss | Platz der Einheit (Karte) |           |              |    |
| weitere Bilder Fotos hochladen | Kirche         | Lutherstraße (Karte)      |           |              |    |

## Lohma
| Bild                           | Bezeichnung | Lage          | Datierung | Beschreibung | ID |
| ------------------------------ | ----------- | ------------- | --------- | ------------ | -- |
| weitere Bilder Fotos hochladen | Kirche      | Lohma (Karte) |           |              |    |

## Neuenmörbitz
| Bild                           | Bezeichnung          | Lage                 | Datierung | Beschreibung | ID |
| ------------------------------ | -------------------- | -------------------- | --------- | ------------ | -- |
| weitere Bilder Fotos hochladen | St. Katharinenkirche | Neuenmörbitz (Karte) |           |              |    |